# Áed mac Colggen
Áed mac Colggen (mort en 738) est un roi des Uí Cheinnselaigh de Leinster. Quelques sources font de lui de manière sans doute erronée un  co-roi de Leinster avec Bran Bec Mac Murchado, mais il semble que  Áed était le principal souverain du Leinster en 738. Son père Colcú mac Bressail (mort en 722) est désigné comme « Rí Ardda Lathrann », près de l'actuel Gorey, dans le comté de Wexford. Dans l'obit de son décès relevé par les annales en 722 avec la mention qu'il a été tué. Il est l'arrière arrière petit-fils de Crundmáel Erbuilc (mort en 656), un roi de Leinster, et un membre du sept du Sil Chormaic.

## Règne
La date de son accession au trône des Uí Cheinnselaigh ne peut être déterminée avec précision. Les annales notent que le roi des Ui Cheinnselaigh Laidcnén mac Con Mella est tué lors de la bataille de Maistiu (Mullaghmast (en) dans le sud du Comté de Kildare) en 727 par le roi de Leinster Dúnchad mac Murchado (mort en 728). La liste des rois du  Livre de Leinster, lui donne comme successeur  Élothach mac Fáelchon qui règne pendant sept années avant d'être tué par Áed mac Colggen à la bataille de Oenbethi où il est mentionné comme roi.
En 722 le Leinster doit faire face à l'invasion de Fergal mac Máele Dúin du Cenél nEógain, Ard ri Erenn (Irlande, qui cherchait à imposer sa suzeraineté sur le Leinster. Leurs armées sous la conduite du roi  Murchad mac Bran Mut (mort en 727) rencontrent celles de Fergal lors de la bataille d'Allen où ce dernier est tué. Le récit Cath Almaine conserve l'histoire de cette bataille et mentionne que  Áed mac Colggen combat pour le Leinster dont il serait l'héritier présomptif.
Áed apparaît donc comme un roi en rivalité pour le trône du Leinster sous le règne de Fáelán mac Murchado (mort en 738)  à une époque où Cathal mac Finguine (mort en 742), roi de Munster, tente d’affirmer ses droits sur le Leinster en mettant à profit l'affaiblissement des Uí Néill. En 732 Aed et les « Hommes du sud Laigin » (Laigin Desgabair) repoussent les « Hommes de Munster. »
Áed, est tué aux côtés de nombreux autres rois en combattant contre Áed Allán le fils de Fergal lors de  bataille d'Áth Senaig en 738. Cette rencontre connue comme la « bataille des Gémissements » est décrite longuement dans les Chroniques d'Irlande. Áed est tué en combat singulier par Áed Allán et son supposé co-régent Bran Bec y meurt également. Les
Annales d'Ulster précisent :
« Et les hommes disent que tant de personnes sont tombées dans cette grande bataille que nous ne trouvons aucun massacre comparable dans un seul assaut et un conflit aussi féroce dans tous les âges précédents. »

## Succession
Après cette défaite décisive des Uí Cheinnselaigh à  Áth Senaig, les Uí Dúnlainge dominent la royauté du Leinster pendant les trois siècles suivants jusqu'à ce que Diarmait mac Mail na mBo  devienne roi de Leinster en 1042. Áed à comme successeur à la tête des Uí Cheinnselaigh son frère Sechnassach mac Colggen (mort en 746/747). Le fils d'Áed Eterscél mac Áeda (mort en 778) sera ensuite aussi roi des Uí Cheinnselaigh.

## Articles liés
- Liste des rois de Leinster
- Liste des rois des Uí Cheinnselaigh

## Sources primaires
- Annales d'Ulster sur CELT: Corpus of Electronic Texts at University College Cork
- Annales de Tigernach sur CELT: Corpus of Electronic Texts at University College Cork
- Livre de Leinster, Rig Laigin et Rig Hua Cendselaig sur CELT: Corpus of Electronic Texts at University College Cork

## Sources secondaires
- (en) T.W Moody, F.X. Martin, F.J. Byrne, A New History of Ireland IX Maps, Genealogies, Lists. A companion to Irish History part II, Oxford, Oxford University Press, 2011, 690 p. (ISBN 978-0-19-959306-4), p. 134 & 200 Kings of Leinster to 1171
- (en) Francis John Byrne, Irish Kings and High-Kings, Dublin, Four Courts Press, 2001, 341 p. (ISBN 978-1-85182-196-9)
- (en) T.M. Charles-Edwards, Early Christian Ireland, Cambridge, Cambridge University Press, 2000, 707 p. (ISBN 0-521-36395-0)